# Hrabstwo Henry (Alabama)

Piramida wieku hrabstwa

Henry – hrabstwo w stanie Alabama w USA. Populacja liczy 17 302 mieszkańców (stan według spisu z 2010 roku).
Powierzchnia hrabstwa to 1472 km² (w tym 17 km² stanowią wody). Gęstość zaludnienia wynosi 12 osób/km².

## Główne miejscowości
- Abbeville
- Headland
- Haleburg
- Newville